# Du och jag och en liten kille jag känner
Du och jag och en liten kille jag känner från 1994 är en demokassett av Snoddas, punkbandet som Lars Winnerbäck var med i innan han slog igenom, deras sista demo.

## Låtlista
1. "Krig (på vingar av kärlek)"
2. "Om igen"
3. "Saft"
4. "Prinsessor"
5. "Prata"
6. "Nånstop"
7. "Lovesång"
8. "Prefekt"
Övrig fakta
9. Spår 4, "Prinsessor", spelade Winnerbäck in en gång till på solodemodebuten Och mina damer och herrar (1994).
10. Spår 7, "Lovesång", spelade Winnerbäck senare in igen som spår 8 på albumet Singel (2001).